# 20. Infanterie-Brigade (Deutsches Kaiserreich)
Die 20. Infanterie-Brigade war ein Großverband der Preußischen Armee.

## Geschichte
Die 20. Infanterie-Brigade wurde am 4. Mai 1852 in Posen aufgestellt und hatte dort bis zum Kriegsende ihren Standort. Sie war Teil der 10. Division mit Standort in Breslau, die dem V. Armee-Korps in Breslau zugeordnet war. 

### Gliederung
- 1852 bis 1854

11. Infanterie-Regiment, 19. Landwehr-Regiment
- 1855 bis 1859

10. Infanterie-Regiment, 19. Landwehr-Regiment
- 1860 bis 1864

Grenadier-Regiment „Prinz Carl von Preußen“ (2. Brandenburgisches) Nr. 12, 4. Posensches Infanterie-Regiment Nr. 59, 2. Posensches Landwehr-Regiment Nr. 19
- 1865 bis 1866

2. Niederschlesisches Infanterie-Regiment Nr. 47, 6. Brandenburgisches Infanterie-Regiment Nr. 52, 4. Posensches Infanterie-Regiment Nr. 59, 2. Posensches Landwehr-Regiment Nr. 19
- 1867

Westfälisches Füsilier-Regiment Nr. 37, 3. Niederschlesisches Infanterie-Regiment Nr. 50, 2. Posensches Landwehr-Regiment Nr. 19
- 1868 bis 1881

Wie vor, zusätzlich 4. Posensches Landwehr-Regiment Nr. 59
- 1881 bis 1887

Westpreußisches Füsilier-Regiment Nr. 37, 3. Niederschlesisches Infanterie-Regiment Nr. 50, Infanterie-Regiment Nr. 99, 2. Posensches Landwehr-Regiment Nr. 19, 4. Posensches Landwehr-Regiment Nr. 59
- 1887 bis 1889

Westpreußisches Füsilier-Regiment Nr. 37, 3. Niederschlesisches Infanterie-Regiment Nr. 50, 2. Posensches Landwehr-Regiment Nr. 19, 4. Posensches Landwehr-Regiment Nr. 59
- 1889 bis 1890

Füsilier-Regiment von Steinmetz (Westpreußisches) Nr. 37, 2. Niederschlesisches Infanterie-Regiment Nr. 47, 3. Niederschlesisches Infanterie-Regiment Nr. 50
- 1890 bis 1899

Wie vor, ohne Infanterie-Regiment Nr. 50
- 1899 bis 1914

Infanterie-Regiment König Ludwig III von Bayern (2. Niederschlesisches) Nr. 47, 3. Niederschlesisches Infanterie-Regiment Nr. 50
- Kriegsgliederung bei der Mobilmachung im August 1914

Wie vor, zusätzlich Regiment Königs-Jäger zu Pferde Nr. 1
- Kriegsgliederung am 3. Mai 1918

Grenadier-Regiment Nr. 6, Infanterie-Regiment Nr. 47, Infanterie-Regiment Nr. 396, MG-Scharfschützen-Abteilung Nr. 17, 3. Eskadron Regiment Königs-Jäger zu Pferde Nr. 1
Vom 12. September 1916 bis zum Kriegsende war der Brigade das Infanterie-Regiment Nr. 398 zugeordnet.

### Deutscher Krieg 1866
Im Krieg Preußens gegen das Kaisertum Österreich war die Brigade im Verband der 10. Division eingesetzt.

### Deutsch-Französischer Krieg 1870/1871
Im Deutsch-Französischen Krieg war die Brigade im Verband der 10. Division an den Schlachten bei
Weißenburg, Wörth, Sedan und Mont Valérien sowie an der Belagerung von Paris eingebunden.

### Erster Weltkrieg
Mit der Mobilmachung im August 1914 musste die Brigade das Brigade Ersatz Bataillon 20 aufstellen und kam im Verband der 10. Divisionausschließlich an der Westfront zum Einsatz. 
Zu den Kampfhandlungen, Gefechten und Schlachten siehe Kampfgeschehen der 10. Division.

### Brigadekommandeure
| Name                           | Datum                                  |
| ------------------------------ | -------------------------------------- |
| Franz von Trotha               | 4. Mai 1852 bis 25. Juni 1856          |
| Albrecht von Roon              | 26. Juni 1856 bis 21. November 1858    |
| Anton Bogislav von Münchow     | 22. November 1858 bis 14. März 1859    |
| Johann Joachim von Frobel      | 15. März 1859 bis 6. April 1863        |
| Hermann von Seydlitz-Kurtzbach | 7. April 1863 bis 2. April 1866        |
| Theodor Rudolf August Wittich  | 3. April 1866 bis 13. Juli 1870        |
| Rudolf Walther von Monbarry    | 14. Juli 1870 bis 19. März 1871        |
| Karl von Ranisch               | 20. März 1871 bis 26. Februar 1872     |
| Alfons Girodz von Gaudi        | 27. Februar 1872 bis 31. Mai 1875      |
| Franz von Steinfeld            | 1. Juni 1875 bis 1. Dezember 1875      |
| Alexander von Massenbach       | 2. Dezember 1875 bis 11. Juni 1880     |
| Karl von Schlippenbach         | 12. Juni 1880 bis 30. November 1881    |
| Karl von Wittich               | 1. Dezember 1881 bis 15. Mai 1885      |
| Ferdinand von Bockelmann       | 16. Mai 1885 bis 4. Februar 1887       |
| Karl von Kczewski              | 5. Februar 1887 bis 31. März 1890      |
| Georg von Roques               | 1. April 1890 bis 18. September 1891   |
| Adolf Boecklin von Boecklinsau | 19. September 1891 bis 20. April 1894  |
| Friedrich Baron                | 21. April 1894 bis 13. Dezember 1897   |
| Max von Prittwitz und Gaffron  | 14. Dezember 1897 bis 17. Mai 1901     |
| Thomas von Issendorff          | 18. Mai 1901 bis 23. April 1904        |
| Viktor Dallmer                 | 24. April 1904 bis 11. November 1907   |
| Albert Schöpflin               | 12. November 1907 bis 20. April 1911   |
| Georg Fuchs                    | 21. April 1911 bis 2. Februar 1914     |
| Arnold von der Horst           | 3. Februar 1914 bis 28. September 1914 |
| Max Schrötter                  | 29. September 1914 bis 28. August 1916 |
| Friedrich Stadthagen           | 29. August 1916 bis 7. April 1917      |
| Maximilian Sydow               | 8. April 1917 bis Kriegsende           |
| Paul von Bartenwerffer         | 6. Februar 1919 (Demobilisierung)      |